# Odiellus
Genre
Synonymes
- Odius Thorell, 1876 nec Lilljeborg, 1865
- Papillophus Hadži, 1936

Odiellus est un genre d'opilions eupnois de la famille des Phalangiidae.

## Distribution
Les espèces de genre se rencontrent en écozone holarctique.

## Liste des espèces
Selon World Catalogue of Opiliones (25/07/2025) :
- Odiellus argentus Edgar, 1966
- Odiellus aspersus (Karsch, 1881)
- Odiellus bicochlearius Prieto & Merino-Sáinz, 2024
- Odiellus brevispina (Simon, 1879)
- Odiellus carpetanus (Rambla, 1959)
- Odiellus duriusculus (Simon, 1878)
- Odiellus forumlivii Caporiacco, 1938
- Odiellus granulatus (Canestrini, 1872)
- Odiellus lendlii (Sørensen, 1894)
- Odiellus levantinus Prieto, Merino-Sáinz & Hernández-Corral, 2024
- Odiellus nubivagus Crosby & Bishop, 1924
- Odiellus pictus (Wood, 1868)
- Odiellus poleneci Hadži, 1973
- Odiellus ramblae Sánchez-Cuenca & Prieto, 2014
- Odiellus seoanei (Simon, 1878)
- Odiellus serbicus Karaman, 2008
- Odiellus signatus (Roewer, 1957)
- Odiellus simplicipes (Simon, 1879)
- Odiellus spinosus (Bosc, 1792)
- Odiellus troguloides (Lucas, 1846)
- Odiellus zecariensis Mkheidze, 1952

## Systématique et taxinomie
Odius Thorell, 1876, préoccupé par Odius Lilljeborg, 1865, a été remplacé par Odiellus par Roewer en 1923.
Papillophus a été placé en synonymie par Kraus en 1959.

## Publications originales
- Roewer, 1923 : Die Weberknechte der Erde. Systematische Bearbeitung der bisher bekannten Opiliones. Gustav Fischer, Jena, p. 1-1116 (texte intégral).
- Thorel, 1876 : « Sopra alcuni Opilioni (Phalangidea) d'Europa e dell'Asia occidentale, con un quadro dei generi europei di quest'ordine. » Annali del Museo Civico di Storia Naturale Giacomo Doria, vol. 8, p. 452-508 (texte intégral).